# Bonnie Doon (Edmonton)
Pour les articles homonymes, voir Bonnie Doon.
Bonnie Doon est un quartier de la ville d'Edmonton, capitale de la province de l'Alberta, au Canada.
Cœur de la communauté des Franco-Albertains,, désigné sous le nom de « quartier francophone » ou « quartier français », il abrite de nombreuses institutions francophones, dont le Campus Saint-Jean de l'Université de l'Alberta, seul établissement universitaire francophone à l'ouest du Manitoba. Les écoles francophones Maurice-Lavallée et Gabrielle-Roy se trouvent également dans le quartier.